# Eli (film 2019)
Eli è un film del 2019 diretto da Ciaran Foy e prodotto da Paramount Pictures, con protagonisti Charlie Shotwell, Kelly Reilly, Max Martini, Sadie Sink e Lili Taylor.
Uscito su Netflix il 18 ottobre, è il primo film di Paramount a non essere distribuito nelle sale cinematografiche. Ha ricevuto recensioni miste dalla critica, che ne ha lodato l'interpretazione degli attori e l'atmosfera, ma ha stroncato il tono e il ritmo lento del film.

## Trama
Eli Miller è un giovane ragazzo affetto da una rara sindrome, che gli causa intense reazioni allergiche quando è a contatto col mondo esterno, e ciò lo costringe a vivere la sua vita in un ambiente totalmente sterilizzato. I suoi genitori, Rose e Paul, decidono di portarlo nella struttura medica della Dottoressa Horn, una vecchia e ampia casa che è stata modernizzata e adeguata alle necessità delle persone con patologie come quella di Eli. Inizialmente il ragazzo è eccitato poiché l'edificio gli consente di togliere la sua tuta protettiva, abbracciare i suoi genitori e godersi quei comfort, che fino a quel momento gli erano stati negati dalla malattia. La sua gioia ha però vita breve: ben presto inizia ad assistere a dei fenomeni soprannaturali nella casa e nel frattempo inizia anche la sua terapia, che si rivela estremamente dolorosa. I fantasmi gli lasciano di continuo un messaggio di una parola: "Lie", cioè bugia, e il ragazzo comincia a chiedersi se essi stanno provando a metterlo in guardia nei confronti delle terapie della Horn.
Eli fa amicizia con Haley, una giovane ragazza con cui parla attraverso una grande finestra situata nel piano terra. Ella è la sola persona che crede alle sue affermazioni riguardo alla presenza di fantasmi nella casa. La ragazza gli riferisce che nessuno degli altri pazienti della Horn ha lasciato la struttura, lasciando intendere che sono tutti morti. Eli scopre che la parola "Lie", in realtà il numero 317 se visto al contrario, corrisponde al codice d'accesso dell'ufficio della Horn. Mentre sta ispezionando l'ufficio, il ragazzo trova i fascicoli dei vecchi pazienti, in cui vede che sono stati tutti uccisi dalla terza terapia, la terapia finale.
Eli prova senza successo a convincere i suoi genitori che devono lasciare la struttura, ma Paul cerca di drogarlo per fargli perdere i sensi, così, ferito e confuso, si barrica nell'ufficio della Horn, dove trova una fotografia della dottoressa e delle sue assistenti in veste di suore e anche un passaggio nascosto che conduce a una camera sotterranea in cui ci sono oggetti religiosi. La Horn lo chiude dentro alla stanza ed Eli ha una reazione allergica che lo fa svenire, ma quando si risveglia, scopre che riesce a respirare bene e che non ha alcuna malattia. Rose, sentendosi colpevole per aver ingannato suo figlio, va da lui mentre Eli finge di essere ancora privo di sensi. Quando la donna apre il cancello, il ragazzo la tramortisce con un crocifisso e fugge, ma viene ricatturato dalla Horn e da suo padre.
La madre riacquista conoscenza e trova un pugnale nel crocifisso, poi scopre che il monumento di pietra nella stanza nasconde i cadaveri dei precedenti pazienti della Horn, legati e decorati con simboli religiosi. Terrorizzata e inferocita, si dirige verso la stanza della terapia, ma Paul la blocca. Qui viene rivelato che Eli è in realtà un figlio di Satana e che le sue reazioni allergiche erano manifestazioni del suo potere che emergeva, così la Horn inizia la terza terapia: un rituale religioso con lo scopo di porre fine alla vita del ragazzo. Ma nel momento in cui la dottoressa prova ad accoltellarlo col pugnale sacrificale, Eli utilizza la telecinesi per sollevare in aria la Horn e le sue assistenti, capovolgerle a testa in giù (ricordando la Croce di san Pietro) e farle ruotare attorno alla stanza per poi farle prendere fuoco. La madre di Eli rivela che voleva un figlio a tutti i costi, così si è rivolta a Satana, che ingannandola gli aveva promesso che suo figlio sarebbe stato un bambino normale. Nel frattempo Paul avanza col pugnale, ma Eli lo uccide frantumando il suo viso con la telecinesi.
Eli e sua madre abbandonano la casa che il bambino dà alle fiamme tramite i suoi poteri. Fuori incontrano Haley che li sta aspettando. Quest'ultima gli ripete che egli è più forte degli altri bambini morti in precedenza, anch'essi figli di Satana e dunque suoi fratelli, e poi gli rivela che anche lei è figlia di Satana, ma che non poteva dirglielo, in quanto Eli doveva scoprire e provare da solo il suo potere. Haley poi si offre di accompagnare Eli dal suo vero padre e, quando il giovane accetta, la ragazza gli chiede se si può fidare di sua madre, ricevendo una risposta affermativa. Il film termina con Rose che si allontana in auto dalla struttura in fiamme coi due ragazzi.

## Produzione

### Sviluppo
La sceneggiatura di David Chirchirillo è stata menzionata nella The Black List tra i migliori copioni dell'anno. Nel marzo 2017 fu annunciato che Ciaran Foy avrebbe diretto il film, col contributo di Ian Goldberg e Richard Naing alla sceneggiatura di Chirchirillo.
Trevor Macy and John Zaozirny hanno prodotto il film, mentre Melinda Nishioka rientra nei co-produttori. Daniel Hammond e Gabriel Hammond sono i produttori esecutivi del film, rispettivamente sotto Broad Green Pictures e Intrepid Pictures

### Casting
Nell'ottobre 2017, Charlie Shotwell è stato scelto come protagonista, nel dicembre 2017 si sono unite al cast le attrici Sadie Sink e Kelly Reilly, mentre nel gennaio 2018, sono stati aggiunti Lili Taylor e Max Martini.

### Le riprese
La lavorazione del film è iniziata nel gennaio 2018, a New Orleans, Louisiana.

## Distribuzione
Nel mese di ottobre 2017, Paramount Players ha acquisito i diritti di distribuzione del film e stabilito come data di uscita il 4 gennaio del 2019. In ogni caso Netflix ha comprato i diritti per la distribuzione da Paramount dopo che quest'ultimo non è riuscito a capire come lanciare sul mercato il film. Netflix lo fece uscire sulla sua piattaforma il 18 ottobre 2019.

## Accoglienza
Su Rotten Tomatoes, il film ha ottenuto un indice di gradimento del 48%, basato su 25 recensioni, con la media di 5.2/10. L'opinione della critica del sito afferma: "Efficace a intermittenza, se non completamente riuscito, Eli offre ai fan del genere horror qualche balzo di paura alla ricerca di una storia sincera e terrificante."